# Benedict (Nebraska)
Benedict ist ein Dorf (Village) im York County im Süden von Nebraska, Vereinigte Staaten. Das U.S. Census Bureau hat bei der Volkszählung 2020 eine Einwohnerzahl von 203 ermittelt.

## Geografie
Das Dorf Benedict befindet sich rund 16 Kilometer nördlich von York. Die nächstgelegenen größeren Städte sind Grand Island (77 km westlich) und Lincoln (86 km östlich).

## Geschichte

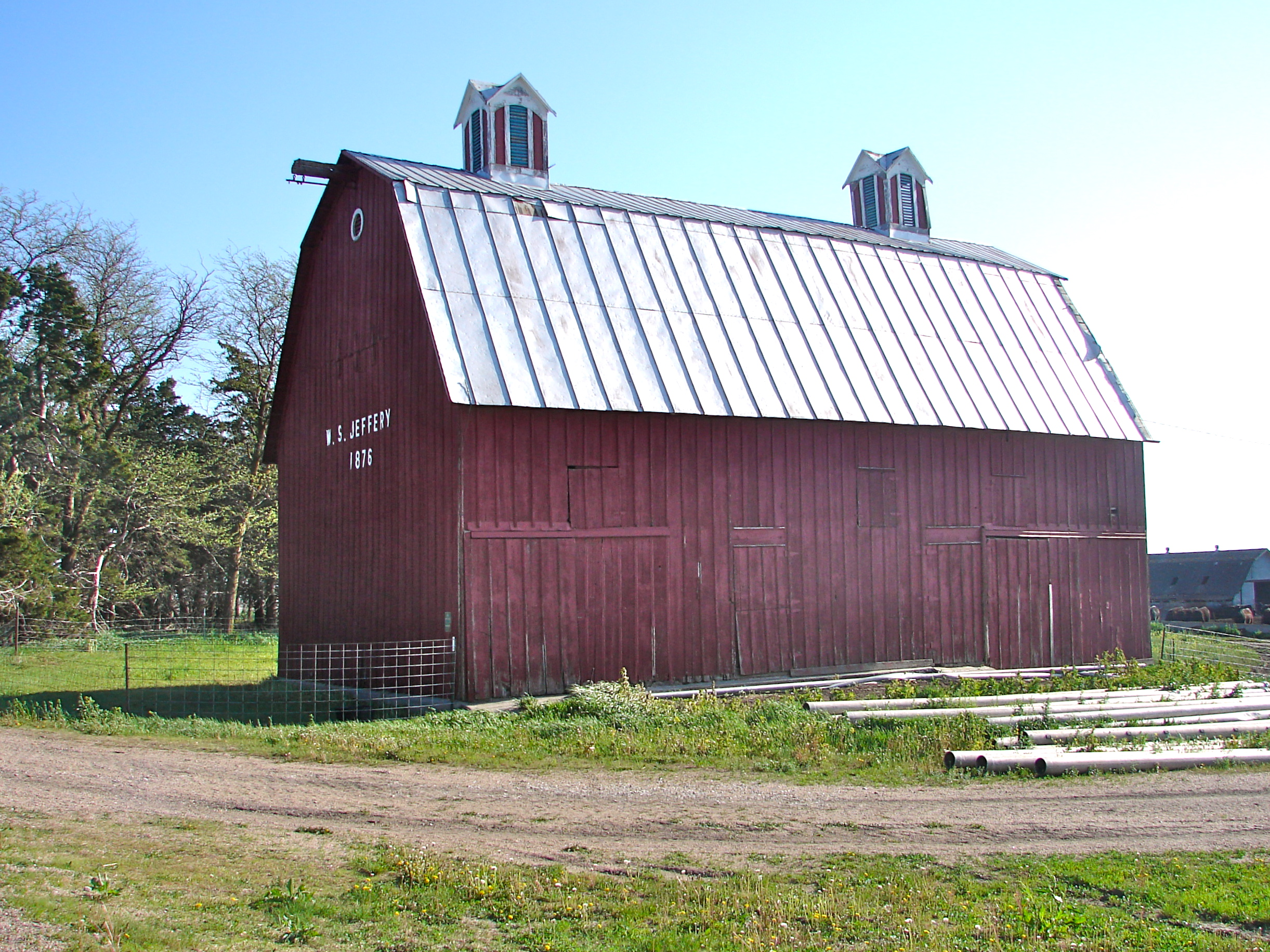

Der Ort wurde 1886 gegründet, als die Kansas City and Omaha Railroad ihr Streckennetz hierher ausbaute. Benannt wurde es nach E. C. Benedict, dem Präsidenten der Eisenbahn. Der erste Zug erreichte das Dorf am 27. Juni 1887 und im selben Jahr eröffnete das Postbüro. 1888 war das erste Schulgebäude errichtet.
In Benedict steht mit dem Jefferys Bauernhaus von 1878 (W.S. Jeffery Farmstead) ein Gebäude das im National Register of Historic Places eingetragen wurde.

## Verkehr
Der Ort ist über den U.S. Highway 81 zu erreichen, der im Osten vorbeiführt.
Der nächstgelegene Flugplatz ist der York Municipal Airport.